# Vápnění půdy
Vápnění půdy je úprava půdy zvýšením obsahu vápníku. Vede k změně půdní reakce, přijatelnosti některých živin a struktury půdy.
Vápnění a zásadité půdní prostředí posiluje hygienickou a ekotoxikologickou funkci půdy, imobilizaci kadmia, popřípadě dalších toxických prvků. Ztěžuje jejich přijatelnost rostlinou. Vápník je nezbytný pro růst, vývoj a dobrý zdravotní stav rostlin. V období 1982 – 1992 se spotřeba vápenatých hnojiv meziročně výrazně zvyšovala, ale od roku 1992 se trvale pohybuje na úrovni 10 % spotřeby v roce 1989.
- Vápnění udržovací – do půdy se pravidelně doplňuje zásoba vápníku používáním hnojiv s obsahem vápníku. Dávka má odpovídat množství vápníku odčerpaného rostlinami, ztráty vymýváním, používáním fyziologicky kyselých hnojiv a k vyrovnání vlivu exhalací. Množství se v ČR v průměru se pohybuje kolem 220 kg CaO na hektar ročně, to je přibližně 400 kg vápence.[2]

- Vápnění meliorační – jednorázová úprava půdy větším množstvím vápníku, obvykle dolomitický vápenec, mletý vápenec atp. Dávky nemají překročit 5 – 6 t uhličitanu vápenatého nebo 1,2 – 2,0 t CaO na ha.[2]